# ルガーコード1951
『ルガーコード1951』は、スタジオディーン制作による日本のアニメ作品。2016年10月にスペシャルアニメとしてアニマックスにて放送された。『少年ジャンプ+』とアニマックスが開催した「アニメシナリオ大賞」で大賞を受賞した羽木遼人による同作品をアニメ化。出演者の決定に関して「声優ドリームオーディション」が開催され、優勝者の渡辺けあきが参加することが決まった。また放映に際し、メイキングを収録した特別番組も同時放送している。
暁月あきらによる漫画化作品が少年ジャンプ＋・ひかりTV BOOKにて読み切り（前中後編）で配信された。

## 登場人物
ヨナガ
声 - 田所あずさ
16歳。人狼の少女。
テスタ・リールベール教授
声 - 渡辺けあき
17歳。その若さであらゆる言語をマスターし、大学教授となった少年。
アレックス・ロッサ軍曹
声 - 江口拓也
21歳。
フォルクス
声 - 佐藤正治
フランク
声 - 細谷カズヨシ
バルケ
声 - 田中進太郎
カーティス
声 - 園部啓一

## スタッフ
- 原作 - 羽木遼人
- 監督・絵コンテ - 高橋しんや
- 演出 - 村田尚樹、牧野友映
- 脚本 - 高山カツヒコ
- キャラクターデザイン - 森本浩文
- 作画監督 - 森本浩文、河南正昭、柳野龍男、南伸一郎、藤田正幸
- プロップ作画監督 - 岡戸智凱
- プロップデザイン - 岩畑剛一
- クリーチャーデザイン - 桂憲一郎
- 美術監督・美術設定 - 林雅巳
- 色彩設計 - 末永絢子
- 撮影監督 - 米澤寿
- 編集 - 松村正宏
- 音響監督 - 伊藤巧
- 音楽 - 川﨑龍
- 音楽制作 - ドライブ
- チーフプロデューサー - 成毛克憲、野口和紀
- アニメーションプロデューサー - 浦崎宣光
- アニメーション制作 - スタジオディーン
- 特別協賛 - ひかりTV
- 製作 - アニマックスブロードキャスト・ジャパン

## 主題歌
イメージソング「アンソリティア」
作詞・歌 - 田所あずさ / 作曲 - 田所あずさ、加藤大祐 / 編曲 - 加藤大祐

## 放送局
| 放送期間       | 放送時間           | 放送局       | 対象地域 | 備考   |
| -------------- | ------------------ | ------------ | -------- | ------ |
| 2016年10月22日 | 土曜 20:00 - 21:00 | アニマックス | 日本全域 | CS放送 |

| 配信期間        | 配信時間 | 配信サイト                                                                     | 対象地域 | 備考 |
| --------------- | -------- | ------------------------------------------------------------------------------ | -------- | ---- |
| 2016年11月1日 - | -        | アニマックス オンデマンド ※ひかりTVのみ「アニメ」→「無料ビデオ」から視聴可能。 | 日本全域 |      |